# Quartiers asiatiques de Paris

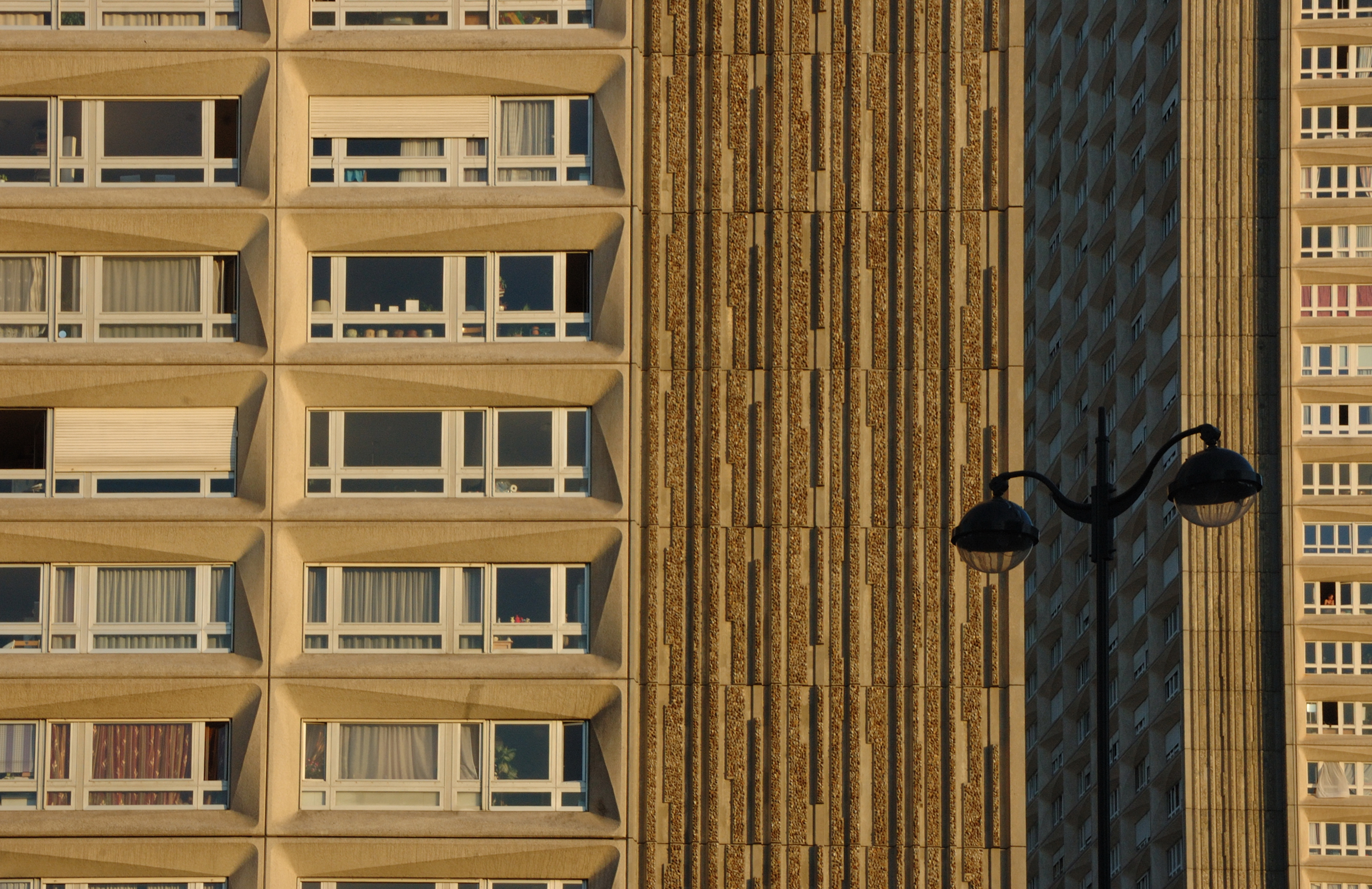
Les tours des Olympiades.

Les quartiers asiatiques de Paris sont des quartiers parisiens où est représentée une part importante de population d'origine asiatique avec des commerces et restaurations en lien avec leurs cultures d'origine.
Le plus grand est le « triangle de Choisy », situé dans le 13e arrondissement de Paris entre les avenues de Choisy, d'Ivry et le boulevard Masséna, ainsi que sur la dalle des Olympiades et dans les rues environnantes. Y vivent principalement des populations d’origine chinoise, vietnamienne, cambodgienne, laotienne, qui tiennent la plupart des commerces du quartier. La majorité de ces populations habitent les tours de la porte de Choisy, de la porte d'Ivry et des Olympiades. Parmi ces habitants, on compte également des Chinois venus de Polynésie française et de Guyane mais également diverses ethnies vietnamiennes, sino-vietnamiennes, sino-indonésiennes provenant de Nouvelle-Calédonie. Son influence s'étend également au sud vers Ivry et Vitry.
Le quartier du Temple et le quartier des Arts-et-Métiers sont les plus anciens quartiers chinois de Paris.
Les deux autres quartiers asiatiques de Paris sont situés, l'un à Belleville et le dernier autour des rues Sainte-Anne et des Petits-Champs pour les Japonais et les Coréens.

## Description

### Triangle de Choisy

La carte du Triangle de Choisy et des Olympiades, Paris.
Triangle de Choisy
Les Olympiades

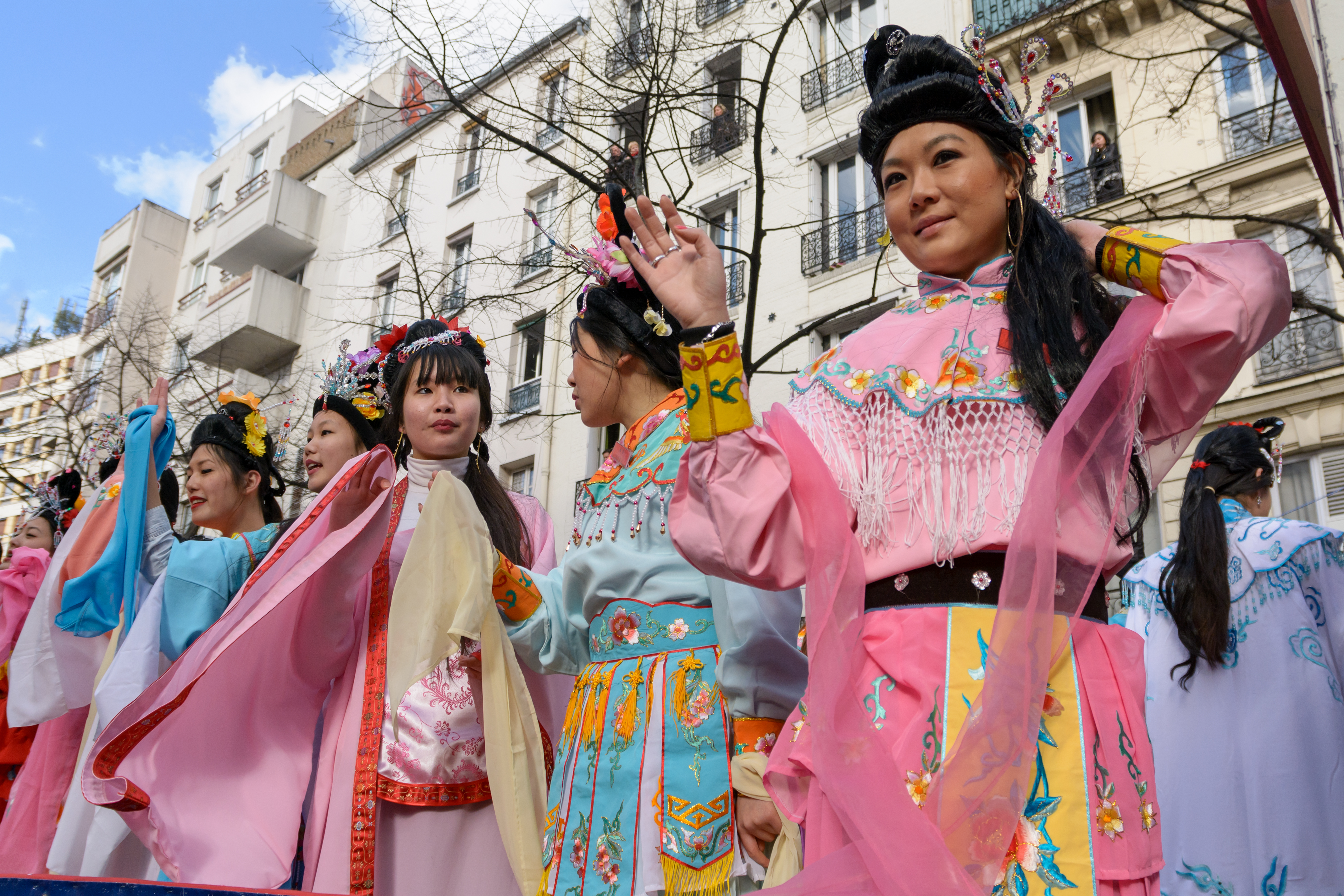
Défilé du Nouvel An chinois 2015 dans le 13e arrondissement de Paris.

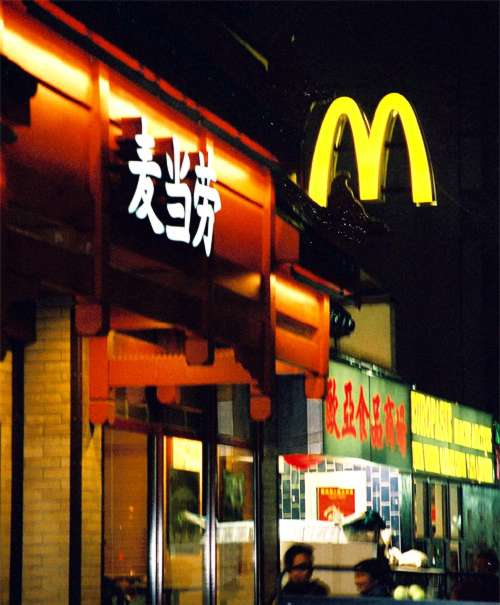
Le mélange des cultures dans le quartier asiatique.

Le quartier asiatique du 13e arrondissement occupe surtout le triangle formé par l'avenue de Choisy, l'avenue d'Ivry et le boulevard Masséna, ainsi que les rues environnantes et la vaste dalle des Olympiades. Dans ce périmètre, la présence asiatique est forte à cause du quasi-monopole des asiatiques sur les commerces : restaurants, boutiques de bibelots, coiffeurs et magasins d'alimentation dont les deux grands supermarchés Tang Frères (propriété d’un Chinois laotien) et Paristore. Contrairement aux apparences, le quartier n'est pas habité majoritairement par des Asiatiques, mais il sert de lieu de rendez-vous à l'ensemble des communautés de culture chinoise et indo-chinoise d'Île-de-France. On y trouve ainsi le siège de plusieurs institutions telles que l’Association des résidents en France d’origine indo-chinoise (ARFOI) et l'Amicale des Teochew. Deux temples bouddhistes, gérés par les deux associations précitées, se trouvent également dans le quartier.
Le jour du Nouvel An chinois a lieu une grande parade qui traverse les rues animées par les danses des lions et des dragons.
Le quartier asiatique du 13e ne présente pas une architecture pittoresque comme le Chinatown de Londres ou celui de San Francisco, et les toits en forme de pagode du centre commercial des Olympiades n'ont pas de rapport avec la présence des Asiatiques car cet ensemble a été construit avant leur arrivée.
Située dans le quartier, la médiathèque Jean-Pierre-Melville est spécialisée dans les langues asiatiques. Il faut aussi citer la présence, non loin, de la Bibliothèque universitaire des langues et civilisations.

### Quartiers chinois

#### Belleville
D’autres quartiers parisiens, tels que le quartier de Belleville (principalement une partie du boulevard et la rue de Belleville), concentrent également une population asiatique d’origine chinoise venue de l’ancienne Indochine française à partir de la fin des années 1970, mais surtout venant de Chine continentale (en particulier de la ville de Wenzhou, Zhejiang).

#### Quartier des Arts-et-Métiers
Un autre quartier chinois, plus ancien mais moins visible, occupe le 3e arrondissement (rue au Maire et rue Volta, plus résidentielles et offrant quelques lieux de cuisine chinoise authentique, rue du Temple et rue des Gravilliers, plus commerciales). Sociologiquement séparé des autres quartiers asiatiques de Paris, ce quartier est habité de personnes originaires de Chine, souvent de la région de Wenzhou, qui travaillent généralement dans le commerce en gros de maroquinerie et de bijouterie fantaisie, et dans les industries textiles ou d'import-export du quartier.

### Quartiers japonais et coréen

#### Quartier de la rue Sainte-Anne
Enfin, un quartier japonais, puis coréen, qui offre de nombreuses boutiques et restaurants spécialisés, s'est développé à partir des années 1990 aux alentours du croisement des rues Sainte-Anne et des Petits-Champs, à cheval sur les 1er et 2e arrondissements, à partir de l'Office national du tourisme japonais et de Japan Airlines situés au 4, rue de Ventadour.

#### 15earrondissement
Le 15e arrondissement de Paris, qui présente une communauté coréenne, a établi des liens institutionnels avec Seocho-gu à Séoul. De nombreux magasins ou restaurants y sont également implantés. De plus, la mairie organise chaque année le Festival coréen.

## Historique

### Origines
Initialement, la plus ancienne communauté chinoise est celle du quartier des Arts-et-Métiers, rue Volta et rue au Maire, qui vit une première famille s'installer dans le quartier dans les années 1900. Essentiellement dans les métiers de la maroquinerie, les activités artisanales ont subsisté jusque dans les années 1990, remplacées ensuite par des activités commerciales.
Le premier restaurant chinois parisien ouvre en 1912 dans le Quartier latin : il s'agit de L'Empire céleste, toujours en activité, situé au 5, rue Royer-Collard.
Les Chinois travaillant pour les Alliés pendant la Première Guerre mondiale et qui restent en France après le conflit s'installent dans le 3e arrondissement.
Un petit quartier chinois s'est aussi constitué autour de la gare de Lyon à la fin de la Première Guerre mondiale. La raison en est que c'est par cette gare que les travailleurs chinois ramenés de Chine pour suppléer aux bras manquants de la Grande Guerre (usines, travaux agricoles, ouvrages militaires comme les tranchées, etc.) devaient être rapatriés via Marseille et que certains ne voulant pas retourner en Chine se sont établis dans ce quartier.
Dans les années 1920, quelques étudiants chinois se sont installés dans le 13e arrondissement, où ils ont créé avec Zhou Enlai la section française du Parti communiste chinois.
Après la Seconde Guerre mondiale, des Chinois de l'îlot Chalon (situé près de la gare de Lyon) reprennent des ateliers du quartier des Arts-et-Métiers et du Marais, abandonnés par les Juifs victimes de la déportation. Ils sont pour la plupart originaires de Wenzhou (province du Zhejiang, près de Shanghai, où la France possède une concession jusqu'en 1946), d'où le surnom actuel de « Little Wenzhou ». En 1949, la Chine populaire de Mao Zedong ferme ses frontières et le nombre de Chinois à Paris stagne jusqu'aux années 1980. La communauté chinoise (et non asiatique, comme dans le 13e arrondissement, qui couvre plusieurs pays d'origine), continue à être vivante dans les années 2010.

### Vagues d'immigration
Toutefois les premières vagues d'immigration asiatique massive ont commencé au milieu des années 1970, avec les réfugiés fuyant la situation politique en Asie du Sud-Est (guerres au Viêt Nam, au Laos, et au Cambodge, suivies de l'arrivée au pouvoir des communistes dans ces trois pays). En particulier, les communautés chinoises de ces pays, persécutées, ont grossi les rangs des réfugiés et sont à l'origine de la création de ce « Chinatown ». Originaires du sud de la Chine, leurs dialectes, le teochew et le cantonais, sont encore les plus utilisés dans le quartier. Ils ont choisi le 13e arrondissement en raison de l'abondance de logements disponibles : les tours venaient d'être construites dans le cadre de l'opération Italie 13, mais elles n'avaient pas rencontré le succès escompté auprès du public visé, les jeunes cadres parisiens. De ce fait, les tours étaient vides d'occupants. Par la suite, d'autres vagues de réfugiés ou d'immigrés ont créé dans le quartier des communautés cambodgiennes, laotiennes, thaïlandaises. Des Chinois nés en Chine sont aussi arrivés ces dernières années. Le quartier est souvent considéré comme une étape transitoire lors de l'arrivée en France. Les personnes arrivées dans les premières vagues d'immigration sont, dans beaucoup de cas, parties vivre dans d'autres quartiers ou en banlieue.
L'immigration asiatique a dû faire face au début à une certaine méfiance de la part des habitants du quartier, mais les nouveaux venus ont été assez largement acceptés. Ils apportaient des commerces et de la vitalité au quartier. En occupant les tours du quartier Choisy-Ivry, ils ont sauvé de l'échec une opération immobilière qui n'avait pas réussi à séduire les cadres parisiens.
La prostitution chinoise à Paris s'est développée à partir des années 1990. Elle se situe principalement sur les trottoirs de certains quartiers, où les prostituées sont surnommées « les marcheuses », et dans des salons de massage.
En 2016, la communauté chinoise francilienne (une grande partie des 600 000 à 700 000 personnes d'origine chinoise vivant en France, originaires notamment de Wenzhou) sont propriétaires de 45 % des bars tabacs franciliens (contre 25 % en 2005) et rachètent 50 % des établissements mis en vente dans la région francilienne, concurrençant en cela les historiques bougnats. Ils sont pour la plupart issus de la deuxième génération de migrants, dans la mesure où il faut posséder la nationalité française, d'un État de l'Espace économique européen ou de la Suisse pour devenir propriétaire d'un débit de tabac. Ils bénéficient d'une bonne organisation et d'une entraide financière au sein de leur communauté, même si des rumeurs de blanchiment d'argent existent.

## Lieux de culte asiatiques
- Une pagode bouddhiste gérée par l'amicale des Teochew en France est située sur la dalle des Olympiades, derrière la tour Anvers juste à côté de la galerie commerciale Oslo (entrée nord).

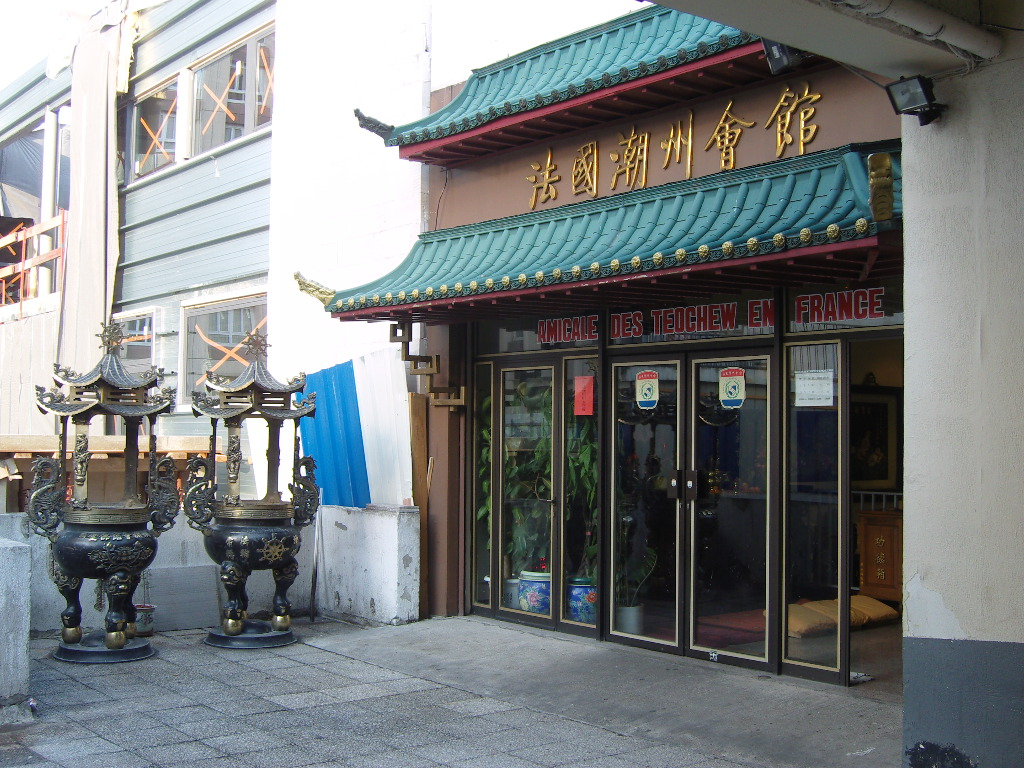
Temple bouddhique Teochew sur la dalle des Olympiades.

- Un second temple bouddhiste, géré par l'Association des résidents en France d'origine indochinoise est situé rue du Disque (rue couverte liée au parking souterrain) sur la gauche de la rue souterraine dont la sortie débouche sur l'avenue d'Ivry. Le temple est dédié à plusieurs divinités bouddhistes et taoïstes dont la Bodhisattva Guanyin[12].

## Dans la fiction
- La Nuit venue de Frédéric Faroucci
- Dans le film Made in China sorti en 2019, François, dont les parents, chinois, ont fui à travers le Viêt Nam et ont fait leur vie dans le quartier Triangle de Choisy, vient retrouver les lieux de son enfance et ses racines.
- Le film Augustin, roi du kung-fu d'Anne Fontaine, sorti en 1999, se déroule en majeure partie dans le quartier asiatique de Paris, où Augustin, le « héros » du film, décide de s'installer pour assouvir sa passion pour le kung-fu.
- Dans le film Les Anges gardiens, quelques courtes séquences ont été prises près du centre commercial les Olympiades.
- Dans le film Stella, quelques images prises dans la galerie marchande.
- L'action du film Tirez la langue, mademoiselle se déroule dans le quartier chinois.
- Dans la série Navarro, l'appartement du commissaire se trouve dans le quartier.
- Dans le film Charlots Connection de Jean Couturier (1984).
- Dans le film Viens chez moi, j'habite chez une copine, où une scène se déroule aux Olympiades.
- Dans le film Tanguy, plusieurs scènes sont tournées dans le quartier asiatique.
- L'action de la série de bandes dessinées Les Intrus, et de son adaptation au cinéma Les Olympiades, se déroule dans le quartier du même nom.